# Milden (Anglia)
Milden – wieś w Anglii, w hrabstwie Suffolk, w dystrykcie Babergh. Leży 21 km na zachód od miasta Ipswich i 93 km na północny wschód od Londynu. W 2001 miejscowość liczyła 106 mieszkańców. W miejscowości znajduje się kościół zwany Church of St Peter.